# Chordifex crispatus
Chordifex crispatus är en gräsväxtart som först beskrevs av Robert Brown, och fick sitt nu gällande namn av Barbara Gillian Briggs och Lawrence Alexander Sidney Johnson. Chordifex crispatus ingår i släktet Chordifex och familjen Restionaceae. Inga underarter finns listade i Catalogue of Life.